# 1458年
| 千纪： | 2千纪 |
| 世纪： | 14世纪 \| 15世纪 \| 16世纪                                                                                 |
| 年代： | 1420年代 \| 1430年代 \| 1440年代 \| 1450年代 \| 1460年代 \| 1470年代 \| 1480年代                           |
| 年份： | 1453年 \| 1454年 \| 1455年 \| 1456年 \| 1457年 \| 1458年 \| 1459年 \| 1460年 \| 1461年 \| 1462年 \| 1463年 |
| 纪年： | 戊寅年（虎年）；明天顺二年；越南延寧五年；日本長祿二年                                                     |

## 大事记
- 1月24日——馬加什一世成為匈牙利國王。
- 葡萄牙國王阿方索派軍奪取北非的阿耶卡薩爾。
- 奧圖曼帝國滅亡雅典公國。

## 出生
- 朱见治，明朝忻穆王，明英宗朱祁镇第八子。